# Felicity Wilson-Haffenden
Felicity Wilson-Haffenden (Glendevie, 16 juli 2005) is een Australisch wielrenster.

## Carrière
In haar jeugd speelde Wilson-Haffenden voornamelijk hockey, maar startte met wielrennen tijdens de coronapandemie. Als tweedejaars juniore, in 2023, werd Wilson-Haffenden nationaal kampioene in zowel de wegwedstrijd als het tijdrijden. Op de Oceanische kampioenschappen won ze de tijdrit en werd ze, achter Talia Appleton, tweede in de wegwedstrijd. Later dat jaar werd ze geselecteerd voor deelname aan het wereldkampioenschap. In de 13,5 kilometer lange tijdrit in Stirling won ze het goud, voor Izzy Sharp en Federica Venturelli.
In 2024 werd Wilson-Haffenden prof bij Lidl-Trek. In januari van dat jaar reed ze het nationale kampioenschap tijdrijden bij de belofterenners, waar enkel Ella Simpson sneller was. Diezelfde maand maakte ze haar debuut in de Women's WorldTour, toen ze aan de start stond van de Tour Down Under.

## Palmares

### Baanwielrennen
| Jaar   | AK            | OK     | WK                                   | Overige |
| Junior | Junior        | Junior | Junior                               | Junior  |
| ------ | ------------- | ------ | ------------------------------------ | ------- |
| 2023   |               |        | achtervolging · ploegenachtervolging |         |
| Elite  |               |        |                                      |         |
| 2024   | achtervolging |        |                                      |         |

### Wegwielrennen
2023
 Australisch kampioene op de weg, Junioren
 Australisch kampioene tijdrijden, Junioren
 Oceanisch kampioene tijdrijden, Junioren
 Wereldkampioene tijdrijden, Junioren

## Ploegen
- 2024 –  Lidl-Trek
- 2025 –  Lidl-Trek

van Anrooij · Bäckstedt · Balsamo · Brand · Chapman · Copponi · Deignan · van Dijk · Hanson · A. Holmgren · I. Holmgren · Klein · Longo Borghini · Moors · Realini · Sanguineti · Sharp · Spratt · Wilson-Haffenden
van Anrooij · Balsamo · Bjerg · Brand · Copponi · Deignan · van Dijk · Fisher-Black · Hanson · Henderson · A. Holmgren · I. Holmgren · Markus · Moors · Realini · Sanguineti · Sharp · Spratt · Wilson-Haffenden